# Octano-1,4-lacton
Octano-1,4-lacton (auch Octan-1,4-olid oder γ-Octanolacton) ist eine organische Verbindung aus der Gruppe der Lactone.

## Vorkommen

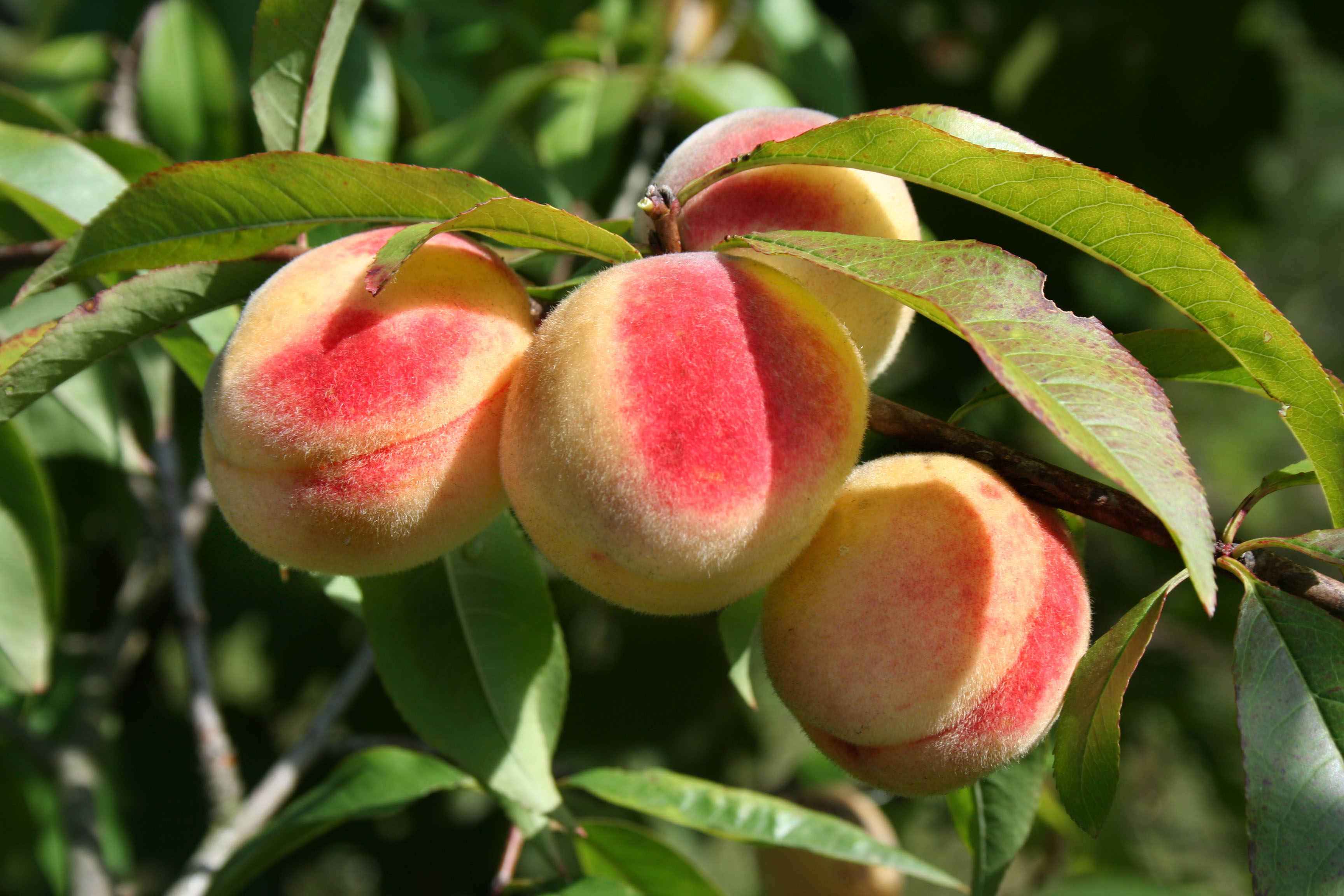
Pfirsich

Octano-1,4-lacton kommt in Pfirsichen, Nektarinen und Mangos vor. Außerdem kommt es in Aprikosen vor, in einer Studie an verschiedenen Sorten betrug der Anteil an den Lactonen 7–25 %, wobei mit jeweils über 85 % Anteil überwiegend das (R)-Isomer auftrat.

## Herstellung
Eine photokatalytische Synthese von Octano-1,4-lacton geht von Iodessigsäure und 1-Hexen aus und nutzt einen Ruthenium / Bipyridin-Katalysator in Methanol / Acetonitril.

## Verwendung
Octano-1,4-lacton wird weltweit in der Größenordnung von 10 bis 100 Tonnen pro Jahr als Duftstoff verwendet. Es ist in der EU unter der FL-Nummer 10.022 als Aromastoff für Lebensmittel zugelassen.